# Faak am See
Faak am See ist ein Dorf und eine Ortschaft in der Gemeinde Finkenstein am Faaker See in Kärnten, Österreich mit 1105 Einwohnern (Stand 2024).

## Geographie
Faak am See liegt am Westufer des Faaker Sees auf einer Höhe von 566 m ü. A.. Vom Villacher Feld kommend führt der Fernwanderweg Julius Kugy Alpine Trail, Etappe 30 (ÖAV/Landesverband Kärnten) über den Bahnhof Faak am See zur Bertahütte.

## Verkehr
Faak liegt an der Seeufer-Landesstraße und an der Rosental Straße, wodurch Villach, Arnoldstein und Ferlach gut zu erreichen sind. Die S-Bahn-Linie S5 und die Züge nach Jesenice bzw. Dobova halten an der Haltestelle Faak am See.

## Veranstaltungen
Seit 1998 findet auf dem Gebiet von Faak am See das Motorradtreffen European Bike Week statt.